# Bracadale
Bracadale (Schots-Gaelisch: Bràcadal) is een dorp  in de Schotse lieutenancy Ross and Cromarty in het raadsgebied Highland op het eiland Skye ten zuidwesten van Portree en ten oosten van Struan.
In de buurt van Bracadale ligt Dun Beag, een van de best bewaarde brochs van Schotland.